# Hydnocarpus subfalcata
Hydnocarpus subfalcata är en tvåhjärtbladig växtart som beskrevs av Merrill. Hydnocarpus subfalcata ingår i släktet Hydnocarpus och familjen Achariaceae. Inga underarter finns listade i Catalogue of Life.